# Fontaine-Bellenger
Fontaine-Bellenger är en kommun i departementet Eure i regionen Normandie i norra Frankrike. Kommunen ligger i kantonen Gaillon-Campagne som tillhör arrondissementet Les Andelys. År 2022 hade Fontaine-Bellenger 1 089 invånare.

## Befolkningsutveckling
Antalet invånare i kommunen Fontaine-Bellenger
Referens:INSEE